# 獨逸学協会
独逸学協会（どいつがくきょうかい、旧字体：獨逸󠄁學協會、独: Verein für deutsche Wissenschaften、英: Association for German Sciences）は、明治時代から第二次世界大戦期までに存在した日本の財団法人。1881年設立。明治初期の法制や、大日本帝国憲法に影響を及ぼした。略称は独協（どっきょう）。

## 概要
明治維新前後の開国に伴い、日本政府は民法や刑法、訴訟法など西洋式の司法制度の設置が急務となり、フランス法のジョルジュ・ブスケ、アルベール・シャルル・デュ・ブスケや法学者のギュスターヴ・ボアソナードらが法案起草を進めていたところ、1874年（明治7年）、これを支援していた元司法卿の江藤新平が叛逆罪により死罪となった。一方、1873年（明治6年）には在日ドイツ人の集まりを母体として東京でオーアーゲー・ドイツ東洋文化研究協会が創設された。政府が普仏戦争で勝利したプロイセンに明治通宝など国の基幹インフラを発注するようになると、その影響もありイギリス・イタリア・ドイツ帝国などの法律家の影響が強くなった。しかし、ドイツ語を教授する大学は、大学東校（のちの東京帝国大学医学部）以外にはなかった。
独逸学協会は、ビスマルク憲法やドイツ法などドイツ文化を取り入れていくという明治政府の国策により、1881年9月18日、西周や加藤弘之などの啓蒙学者を起用して設立された。東京麹町に在所し、北白川宮能久親王が初代総裁となり、山縣有朋、松方正義、山田顕義、西郷従道、井上毅、青木周蔵、桂太郎、平田東助、伊藤博文、品川弥二郎、杉浦重剛、三好重臣、イギリス法学派の穂積陳重などの明治時代の法制・外交・軍事・皇族教育に関わる官僚や、ドイツ側の会員としてオットー・ヘリング、ドールベルヒ男爵、ヘルマン・ロエスレル、武器商を兄に持つルドルフ・レーマン、経済学者カール・ラートゲン、統計学者のパウル・マイエット、ゲオルク・ミヒャエリス、アルベルト・モッセ、宣教師のウィルフリード・スピンナーらが名を連ねた。

## 沿革
独逸学協会は、1883年に宮内省からの補助金を得て、後のドイツ帝国帝国宰相のミヒャエリスを教頭に、獨逸学協会学校を設立し、ドイツ語及びドイツ文化の普及に努めた。後には文部省と司法省からも補助金を得た。独逸学協会学校専修科はこうして九大法律学校の1つに数えられるようになった。
1884年には文部省が、ドイツ学の帝国大学への普及方針を策定し、東京帝国大学に独法科・独文科を設置した。この流れにより独逸学協会学校の専修科は1895年、東京帝国大学独法科に吸収された。以後、独逸学協会学校は私学の中学校となった。
大日本帝国憲法の草案には会員のヘルマン・ロエスレルが深く関わり、他、商法典論争・刑法典論争や1889年の民法典論争でドイツ法学派の活動はさらに増大した。1908年には、靖国神社の近隣にドイツ・スイス系の普及福音教会の東郷坂教会も進出した。
第一次世界大戦でドイツ帝国が敗北したときには、1919年のベルサイユ条約により、ドイツ帝国が海底ケーブルなどのインフラを整えていた中国山東省の膠州湾租借地は、日本に譲渡されることが取り決められたが、五四運動や世界的世論に阻まれた結果、1922年、山東懸案解決に関する条約により同租借地は中国に返還された。国内では同年、刑事訴訟法が改正され、検察官の裁量権を拡大する起訴便宜主義が導入された。
内閣総理大臣犬養毅の暗殺により軍事政権が誕生した1932年以降、司法省はナチス法制を研究し始める。ドイツでは1933年、バイエルン州次いでライプツィヒでハンス・フランク主導のドイツ法律アカデミーが発足した。
1938 年11月には日独文化協定が成立し、実施機関の在京日独文化連絡協議会の主事にナチス日本学者のワルテル・ドーナートが着任した。
第二次世界大戦の敗北により、ナチス・ドイツ式法体系や教育制度が戦勝国アメリカ式に取って代わり、学校そのものの存在意義も問われるようになり、1947年には財団法人独逸学協会は財団法人独協学園に、独逸学協会学校は独協中学校に名称変更した。

### 年表
- 1881年 - 西周、桂太郎、加藤弘之らが独逸学協会を設立。
- 1883年 - 独逸学協会学校設立。初代校長に西周が就任。
- 1887年 - 第2代校長に桂太郎が就任。
- 1890年 - 第3代校長に加藤弘之が就任。
- 1947年 - 独逸学会會の名称を財団法人獨協学園に変更し、校名を獨協中学校に改称。

## 会誌
会誌として、1883年（明治16年）10月から大日本帝国憲法が成立した1890年（明治23年）10月号に至るまで『獨逸学協会雑誌』を発行した。1889年（明治22年）に再創刊した『学林』の第1巻1号の巻頭緒言は、当時の編集人の飯山正秀が担当した。

## 獨逸学協会会員
- カール・ラートゲン - 帰国後の1919年にはハンブルク大学の初代学長、経済学部学部長となった。専門分野は植民地政策と財政。

## 獨逸学協会学校出身者
- 小山松吉 - 言論統制派の法学者・検事総長（思想検事）、司法大臣。法曹会の編集者でソビエト連邦法制の研究者。